# Historia Żydów w Ostrowi Mazowieckiej
Historia Żydów w Ostrowi Mazowieckiej rozpoczęła się ok. 1434 roku po podniesieniu osady Ostrovia do rangi miasta z woli księcia mazowieckiego Bolesława IV. Rozkwit kultury żydowskiej w mieście nastąpił w II poł. XIX wieku.

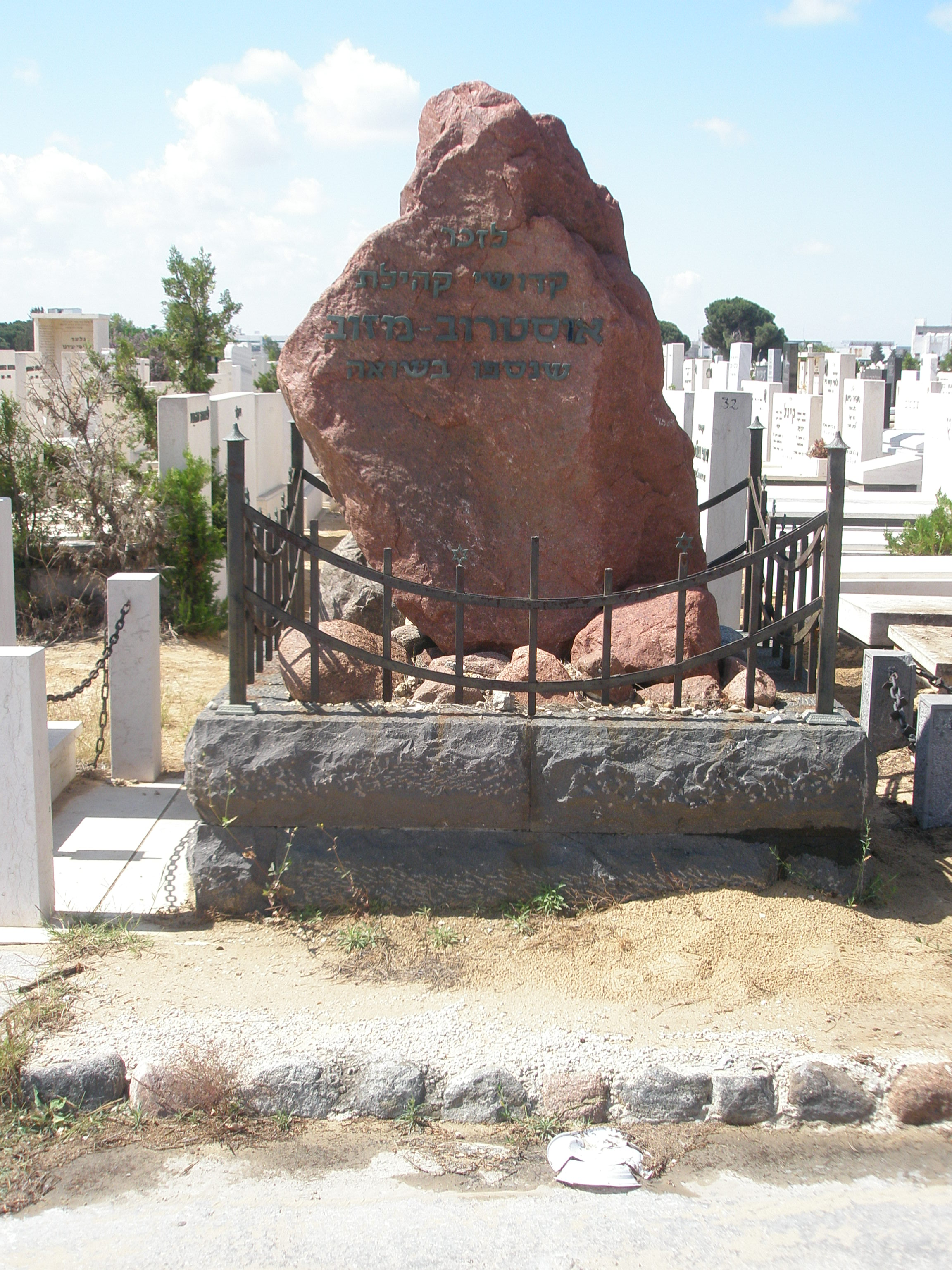
Pomnik w Izraelu poświęcony pamięci ostrowskich Żydów

## Pojawienie się Żydów w mieście
W związku z otrzymaniem od księcia mazowieckiego Bolesława IV w 1434 roku praw miejskich Ostrovia stała się celem dla wędrownych kupców żydowskich. Jednak nie osiedlali się w mieście. W tym okresie duchowieństwo i szlachta starała się o zakaz osiedlania się Żydom na Mazowszu. Ostrów, wzorując się na dekrecie księcia warszawskiego Janusza z 1525 roku, zabraniającym niekatolikom, mieszkać w Warszawie oraz trudnić się handlem i rzemiosłem, wprowadziła takie prawo u siebie. Z tego powodu Żydom na stałe udało się osiedlić w mieście dopiero w XVIII wieku.
Żydzi, którzy osiedlali się w powiecie ostrowskim, początkowo trudnili się rolnictwem. Stopniowo ich ziemie przejmowali chłopi, a Żydzi przenosili się do osad i miast, gdzie zajmowali się rzemiosłem i handlem. W 1765 roku w Ostrowi w 15 domach mieszkało 20 rodzin żydowskich płacących podatki. W okolicznych wsiach dodatkowo mieszkało 45 Żydów. W 1792 roku miasto liczyło 867 mieszkańców, w tym 135 Żydów. Żydzi utrzymywali się z handlu, rzemiosła i dzierżawy. Żydzi mieszkający w Ostrowi i okolicach przybyli z centralnej Polski i Litwy. Narodził się specyficzny dialekt jidysz, łączący charakterystyczne elementy polskie i litewskie.
Pomimo formalnego zakazu osiedlania się Żydów w Ostrowi, w 1808 roku mieszkało tu 328 Żydów. Stanowili 34% ogółu mieszkańców. W XIX wieku liczba Żydów w Ostrowi systematycznie rosła. Spowodowane było polityką Królestwa Kongresowego. Chodziło o to, by znacznie zmniejszyć liczbę Żydów na wsi. W 1827 roku w mieście było 809 Żydów; w 1857 roku stanowili już większość (ponad 2 tys. mieszkańców – 61% populacji). Zajmowali się wówczas głównie handlem detalicznym i obnośnym, krawiectwem, transportem. Kilka zamożnych rodzin żydowskich trudniło się handlem zbożem i drewnem. W 1897 roku na 10 471 mieszkańców 5660 było Żydami.
Od 1850 roku w mieście funkcjonowała jesziwa. W 1858 roku z inicjatywy Abrahama Grosmana i Zeleka Bengelsdorffa, członków dozoru bożniczego, powstała łaźnia żydowska.
W drugiej połowie XIX wieku wybuchł spór pomiędzy litwakami a silnymi w Ostrowi chasydami. W sporze po stronie chasydów uczestniczył cadyk Gerszon Hanoch z Radzynia, który ostatecznie zastąpił litwackiego rabina Dawida Szlomo Margoliota. W mieście działał również słynny cadyk Bencjon Rabinowicz, urodzony w 1840 roku w Warszawie.
Wśród rabinów sprawujących urząd pod koniec XIX wieku byli między innymi wybitny i znany uczony rabin Dowid Szlomo Margolis i rabin Jehuda Lejb Gordon.
Mieszkańcy miasta wzięli udział w powstaniu styczniowym. Wśród nich byli również Żydzi. Wiadomo o Herszko Frajdzie oraz o Berko Muzykancie. Berko Muzykant za dostarczanie powstańcom odzieży i obuwia dostał karę chłosty. Po upadku powstania władze carskie umiejscowiły w Ostrowi i Komorowie garnizony wojskowe. Zyskała na tym okoliczna ludność, w tym także Żydzi, uzyskując znaczne dochody za dostawy towarów dla oddziałów rosyjskich stacjonujących w mieście w latach 1865–1918. Kolejnym źródłem dochodów była kolej i zlokalizowanie stacji w mieście.
Na początku XX wieku w mieście rozwinął się przemysł drzewny. Działały dwa duże tartaki jeden należał do Zelmana Józefa Nutkiewicza, a drugi do rodziny Hirszela Tejtla. Funkcjonowały młyny parowe i browar.

## Po odzyskaniu niepodległości
W 1921 r. w mieście było 6812 Żydów na 13 425 mieszkańców. 5398 zadeklarowało narodowość żydowską. W 1922 roku do miasta została przeniesiona z pobliskiej Ostrołęki znacząca jesziwa, Beis Josef. Jej ostatnim dyrektorem był Jakób Kret, który przeżył wojnę, emigrując do Stanów Zjednoczonych. Przez wiele lat był rabinem synagogi w Harlemie, zanim przeszedł na emeryturę w 1998 roku.
Żydzi mieszkali głównie na ulicach Warszawskiej, 3 Maja, Solnej, Jatkowej. Wszystkie sklepiki i zakłady rzemieślnicze przy starym rynku (pl. Księżnej Anny Mazowieckiej) należały do nich. Większość jednak żyła w biedzie.
Chłopcy z rodzin żydowskich uczyli się w szkołach Talmud-Tora i chaderach, dziewczynki uczęszczały do szkół powszechnych. Żydzi posiadali własną bibliotekę w języku hebrajskim i jidysz, zgromadzono około 4000 książek. W mieście działały organizacje żydowskie, Ha-Noar ha-Cijoni, organizacja skautów, Ha-Szomer ha-Leumi, socjalistyczno-syjonistyczna organizacja Ha-Szomer ha-Cair i prawicowy Betar. Przygotowywano również, od 1931 w kibucach, młodzież do wyjazdu do Palestyny. Od 1916 r. funkcjonował w Ostrowi żydowski klub sportowy Makabi.
W mieście działały również żydowskie partie polityczne, Aguda, Bund i organizacje robotnicze. Jednym z wiceburmistrzów miasta był Herszel Tejtel, a Michał Tejtel był sędzią sądu miejskiego.
Żydzi wydawali własne gazety i czasopisma, m.in. „Hanojga” („Światło”), „Ostrower Lebn” („Życie Ostrowskie”), „Nosiw” („Droga”), „Ostrower Tribune” („Trybuna Ostrowska”).
Bardzo mocną pozycję Żydzi mieli w handlu i rzemiośle na terenie miasta. W 1933 roku na 32 piekarnie – 27 należało do Żydów; spośród 32 krawców – 26 było wyznania mojżeszowego; rzeźników i masaży żydowskich było 28 (na ogólną liczbę 31); 13 szewców (spośród 23); 9 stolarzy (na 18); 7 dorożkarzy (na 10). Spośród ogólnej liczby 250 rzemieślników, co piąty nie był pochodzenia żydowskiego. Na 107 sklepików 88 należało do Żydów, w tym wszystkie z galanterią (25) i handlujące zbożem oraz materiałami drzewnymi (16). W okresie międzywojennym sławni stali się tutejsi krawcy, którzy szyli eleganckie mundury dla oficerów Wojska Polskiego.
Do Żydów należało także sześć z siedmiu młynów:
- młyn parowy „Automat” był drugim co do wielkości w Polsce. Zatrudniał 10 osób. Właścicielem był Kalman Kagan i jego wspólnicy – bracia Trejster, Berel Turnowski i Velvel Rekant. Mieścił się przy ulicy Lubiejewskiej
- młyn Fishela Blumenkrantza, przy ulicy Ostrołęckiej
- młyn Tejtel B. i spółka
- młyn Tejtel H.
- młyn Nutkiewicza i braci Gabinet
- młyn rodziny Margolis[7][8]

Do Żydów należały również dwa duże tartaki przy ulicy Komorowskiej. Jeden Zelmana Josefa Nutkiewicza, Gabineta i Lewera i drugi należący Josefa Froimowicza. Do rodziny Tejtel należał miejscowy browar.

## Żydzi w czasie wojny
10 września 1939 roku do miasta wkroczyli Niemcy. Mimo że na powitanie wyszła delegacja członków gminy żydowskiej, tego samego dnia Niemcy zamordowali 25 Żydów. 12 września Niemcy zamordowali około 300 Żydów. 13 września okupanci wtargnęli do bożnicy. Zdewastowali wnętrze, rabinowi obcięli brodę, tałesami kazali czyścić ustępy. W październiku 1939 Niemcy nakazali opuścić miasto Żydom i przenieść się na tereny, które przypadły zgodnie z paktem Ribbentrop-Mołotow Sowietom. Wielu Żydów jednak pozostało w Ostrowi.
9 listopada 1939 roku władze okupacyjne oskarżyły Żydów o spowodowanie pożaru budynków przy ul. 3 Maja. Niemcy następnego dnia (lub 11 listopada) zgromadzili między 500 a 800 osób pochodzenia żydowskiego. Nakazano wykopać doły, a następnie zamordowano wszystkich zgromadzonych Żydów. Byli to głównie przybyli do miasta uchodźcy lub osoby starsze, którym nie udało się wyjechać. Według dokumentów niemieckich 364 mężczyzn, kobiet i dzieci zostało rozstrzelanych przez 4. batalion policji dowodzony przez pułkownika policji Brennera.
Jadwiga Długoborska 11 listopada 1939 roku udzieliła schronienia 10 osobom z żydowskich rodzin Renkant, Ryczke, Lewartowicz i Szumowicz. Następnie pomogła im przekroczyć niemiecko-radziecką granicę.
W Ostrowi nie utworzono getta. Większość mieszkańców społeczności żydowskiej zginęła 10 listopada, część uciekła na tereny zajęte przez Sowietów. Wielu z tych, którzy uciekli, zginęła po 1941 roku. Ocaleli jedynie ci Żydzi, których Sowieci zesłali do obozów pracy na Syberii.

## Synagoga w Ostrowi
Synagoga gminy żydowskiej w Ostrowi znajdowała się przy ulicy Okrzei (dawna ul Pułtuska).
Budynek obecnie służy za siedzibę Sądu Rejonowego.

## Cmentarze żydowskie
Fundacja Ochrony Dziedzictwa Żydowskiego w Warszawie na swojej stronie internetowej fakt ten datuje na koniec XVII w., choć bardziej prawdopodobne jest, że cmentarz powstał w końcu kolejnego stulecia, razem z miejscową gminą wyznaniową.
Cmentarz żydowski założony na początku XX wieku pomiędzy obecną ul. Wołodyjowskiego a ul. Podstoczysko.